# Vlastimil Petržela
Vlastimil Petržela (Prostějov, 1953. július 20. –) csehszlovák válogatott cseh labdarúgó, csatár, edző.

## Pályafutása

### Klubcsapatban
1960-ban Sokol Kraslice na Hané korosztályos csapatában kezdte a labdarúgást. 1970 és 1974 között a Prostějov, 1974 és 1976 között a Zbrojovka Brno, 1976 és 1978 ismét a Prostějov labdarúgója volt. 1978 és 1980 között a Sigma Olomouc, 1980–81-ben az RH Cheb, 1981 és 1985 között a Slavia Praha csapatában szerepelt.

### A válogatottban
1982–83-ban két alkalommal szerepelt a csehszlovák válogatottban. Tagja volt 1982-es spanyolországi világbajnokságon részt vevő csapatnak.

### Edzőként
1986–87-ben, 1990–92-ben a Slavia Praha, 1992 és 1995 között a Slovan Liberec, 1996-ban a Sparta Praha, 1996 és 2002 között a Bohemians Praha, 2002-ben a Mladá Boleslav vezetőedzője volt. 2002 és 2006 között az orosz Zenyit szakmai munkáját irányította. 2006–07-ben a Sigma Olomouc, 2007–08-ban az azeri Neftçi, 2009–10-ben a Viktoria Žižkov vezetőedzőjeként dolgozott. 2010 és 2012 között a szlovák Zemplín Michalovcénél tevékenykedett. 2014 és 2016 között a Graffin Vlašim, 2016–17-ben a Baník Ostrava, 2018-ban a Fastav Zlín vezetőedzője volt.

## Sikerei, díjai
Edzőként
 Sparta Praha
- Cseh kupa
  - győztes: 1996

 Zenyit
- Orosz ligakupa
  - győztes: 2003